# Кушнер, Рэйчел
Рэйчел Кушнер (англ. Rachel Kushner; род. 1968[…], Юджин, Орегон) — американская писательница, наиболее известная по романам «Телекс с Кубы» (2008), «Огнемёты» (2013), «Комната на Марсе» (2018) и «Озеро творения» (2024).

## Биография
Кушнер родилась в Юджине, в семье двух учёных, которых она назвала «глубоко нетрадиционными людьми из поколения битников». Её мать принадлежит к семье унитариев, а отец имеет еврейские корни. Когда ей было пять лет, её мать организовала для неё внеклассную работу по расстановке книг в алфавитном порядке в книжном магазине, и, по словам Кушнер, «мне с ранних лет внушили, что я стану писателем». В 1979 году Кушнер переехала с семьей в Сан-Франциско.
Поступила в Калифорнийском университете в Беркли, специализируясь на внешней политике США в Латинской Америке. В 18 лет Кушнер жила по обмену в Италии; после получения степени бакалавра искусств жила в Сан-Франциско, работая в ночных клубах. В 26 лет она поступила на программу художественной литературы в Колумбийский университет и в 2000 году получила степень магистра изобразительных искусств в области творческого письма. Одним из авторов, оказавших на неё влияние, стал американский писатель Дон Делилло.
Первый роман Кушнер, «Телекс с Кубы», был опубликован издательством Scribner в июле 2008 года. Идея романа возникла у нее после окончания магистратуры в 2000 году, и за шесть лет, которые потребовались ей для написания книги, она совершила три длительные поездки на Кубу. Обзор романа «Телекс с Кубы» стал центральной рецензией номера еженедельника The New York Times Book Review от 6 июля 2008 года, где он был описан как «многослойный и захватывающий» роман, чьи «острые наблюдения над человеческой природой и колониалистскими предрассудками дают глубокое понимание причин революции». «Телекс с Кубы» стал финалистом Национальной книжной премии 2008 года.
в апреле 2013 года был опубликован второй роман Кушнер, «Огнеметчики». Vanity Fair хвалит роман за «пылающую прозу», которая «воспламеняет нью-йоркскую арт-сцену 70-х и итальянский андеграунд». В The New Yorker критик Джеймс Вуд оценил книгу как «искромётно живую. Она пульсирует историями, анекдотами, закадровыми монологами, хитроумными эгоистическими небылицами и незадачливыми приключениями: Кушнер никогда не рассказывает историю… Она преуспевает, потому что в нём так много ярких разных историй, все они особенные, все они блестяще живые». «Огнеметчики» стали финалистом Национальной книжной премии 2013 года и были названы лучшей книгой 2013 года многочисленными изданиями включая Time, The New Yorker, The New York Times Book Review, Los Angeles Times, San Francisco Chronicle и другими
Третий роман Кушнер, «Комната на Марсе», был опубликован в мае 2018 года. В сентябре 2018 года он был включён в шорт-лист Букеровской премии.
Её роман «Озеро творения» был вошёл в лонг-лист Букеровской премии, а затем и в шорт-лист к сентябрю 2024 года. Он также был включён в лонг-лист Национальной книжной премии за прозу.
После получения степени магистра искусств Кушнер восемь лет жила в Нью-Йорке, где работала редактором в журналах Grand Street и BOMB. Она много писала о современном искусстве, включая многочисленные статьи в Artforum.
В 2016 году Кушнер посетила Израиль в рамках проекта организации «Breaking the Silence», чтобы написать статью для книги об израильской оккупации, приуроченной к 50-летию Шестидневной войны. Под редакцией Майкла Чабона и Айелет Уолдман книга была опубликована в июне 2017 года под названием Kingdom of Olives and Ash: Writers Confront the Occupation. Во время войны в Газе она объявила, что поддерживает бойкот израильских культурных учреждений, включая издательства и литературные фестивали.
Живёт в Лос-Анджелесе, со своим мужем Джейсоном Смитом и их сыном Реми.